# Jiao Zhimin
Jiao Zhimin (焦志敏S; 1º dicembre 1963) è un'ex tennistavolista cinese.

## Carriera
All'apice della carriera ha conquistato due medaglie alle Olimpiadi di Seul 1988 dove giunse terza nella prova individuale e seconda in quella a squadre.